# Chelidonium semivenereum
Chelidonium semivenereum är en skalbaggsart som beskrevs av Hayashi 1984. Chelidonium semivenereum ingår i släktet Chelidonium och familjen långhorningar.
Artens utbredningsområde är Filippinerna. Inga underarter finns listade i Catalogue of Life.